# Sciaphila quadribullifera
Sciaphila quadribullifera là một loài thực vật có hoa trong họ Triuridaceae. Loài này được J.J.Sm. miêu tả khoa học đầu tiên năm 1927.